# Écriture collaborative
L'écriture collaborative est une forme d'écriture collective, collaborative ou associative. Plusieurs auteurs différents correspondent généralement par courrier postal ou, depuis son avènement, par Internet. L'écriture collaborative aussi nommée « écriture en crowdsourcing » ou « écriture en approvisionnement par la foule » dont le principe repose sur le niveau le plus extrême d'ouverture .

## Définition
La définition de l'écriture collaborative fait l'objet d'une controverse . En particulier, la délimitation entre écriture individualisée et écriture collaborative varie dans la littérature scientifique : « Où une petite contribution et une assistance éditoriale s'arrête et où la collaboration débute ? Il n'y a pas de réponse définie ». Également, ce type d'écriture en communauté d'écrivains, à travers des plateformes web, est un outil stratégique de collecte de masse ayant pour ressource les compétences pluridisciplinaire du public .
L'écriture collaborative peut se faire selon trois stratégies : parallèle, séquentielle ou bien encore réciproque.
- Dans l'écriture parallèle, des sous-groupes de travail sont mis en place, chacun ayant un objectif déterminé ;
- Dans la coordination séquentielle implique un travail initiateur ;
- Dans la stratégie réciproque, les auteurs travaillent simultanément. Ces stratégies présentent chacune leurs avantages et leurs inconvénients [5].

La technologie wiki permet la création, la modification et l'illustration collaborative de pages à l'intérieur d'un site internet. Le wikiroman est un type de roman qui relève de cette écriture numérique et emploie la technologie wiki. L'écriture collaborative peut poser des problèmes de coordination dans le cas d'un ou plusieurs éléments contraignants. Elle peut aussi ouvrir de nouveaux possibles.
L'écriture collaborative peut être utilisée à des fins éducatives ,. En particulier, elle est appliquée par les initiateurs de la pédagogie féminine, comme un outil alternatif aux approches d'enseignement classiques, considérées comme phallocentriques et autoritaires ,.

## Historique
L'histoire de l'écriture collaborative remonte à l'antiquité . Depuis, de nombreuses œuvres sont issues de cette pratique d'écriture. Au Moyen-Âge, le Roman de Renart (vers 1174) est dirigé par plusieurs auteurs et se « compren[d] comme un jeu de l’écriture » . Au siècle des lumières, la parution de l'Encyclopédie de Diderot et d'Alembert est devenue une œuvre canonique qui continue, aujourd'hui, d'inspirer les enjeux contemporains du monde littéraire et de l'édition.
En mathématiques, d'autres travaux plus originaux sont issus d'une écriture collaborative, tels les travaux du personnage fictif de Nicolas Bourbaki.
La notion "collaboration" ou "collaborative" est empruntée dans d'autres domaines également, notamment en économie. Voir économie collaborative, consommation collaborative, travail collaboratif, recherche collaborative, etc.

### Émergence de l'écriture collaborative numérique dans les années 1970
Les premières initiatives d'écriture collaborative en ligne remontent aux années 1970. Le logiciel LS/Augmented développé par le Stanford Research Institute a été le premier à proposer un système d'écrans partagés et de visioconférence .
Aujourd'hui, les nouveaux outils en ligne du web 2.0. revisitent et font évoluer l’écriture collective.

## Statut de l'auteur et du lecteur
L'écriture collaborative en contexte numérique représente un tout nouvel univers. Analogiquement, cette méthode de composition littéraire en communauté virtuelle peut être perçue comme un nouvel empire. La comparaison découle du fait que ses membres proviennent de partout dans le monde et que le livre, œuvre commune, est considéré comme un nouveau territoire à conquérir .
L'écriture collaborative invite les auteurs professionnels ou amateurs, mais aussi les lecteurs à s’immiscer dans le processus créatif du développement de l’intrigue du scénario d’un récit littéraire. Il s’agirait de « rendre sa place au lecteur » pour « permettre au texte de s’actualiser pleinement à chaque lecture » selon les journées conférences et tables rondes #Liberathon : l’art de l’écriture collaborative tenues à Paris en 2013 . La place de l'auteur et du lecteur sont en pleine mutation, conformément à de nouvelles conditions qui instaurent des « changements de moyens techniques impliqués par les technologies » . L’interdépendance entre les membres est essentielle pour que le modèle collaboratif soit efficient.
La nouvelle génération de lecteurs actifs devient pluridisciplinaire et elle touche à tous les aspects de la création d’un roman. Dans un esprit d’interactivité et de partage, les lecteurs deviennent dorénavant des « auteurs collectifs »  et le nom de « lecteurs » tend à disparaître. Cela se différencie essentiellement des communautés de beta-lecteurs reléguées aux tâches critiques du travail d’un auteur ou de corrections de textes.

### Édition en réseau
Basée sur le principe de l’écriture collaborative, l'édition en réseau permet à une communauté, qui devient son propre éditeur, de participer à l'élaboration et à l'amélioration de contenus sur Internet tout en enrichissant la lecture grâce à des pratiques de lecture partagées. Le web 2.0 permet non seulement de relier les documents, mais aussi de relier les personnes entre elles par des réseaux sociaux, autrement dit un web participatif.
De nombreux outils permettent le partage et la création collaborative de contenus. On peut citer l'encyclopédie Wikipédia qui en est l'un des exemples les plus connus, puisqu'elle est éditée, corrigée et améliorée par des milliers de contributeurs. C'est aussi le cas d'Open Street Map. Les blogs et les systèmes de commentaires sont également des pratiques d'édition en réseau permettant de nouvelles possibilités d'interaction entre l'auteur et les lecteurs et peut être une méthode importante d'inspiration, mais surtout de visibilité .

### Droits d'auteur
L'écriture collaborative implique une rédaction à plusieurs mains, donc elle comprend plusieurs auteurs. Pour répondre juridiquement aux besoins de réutilisation et de modification des contenus textuels rédigés, les textes sont habituellement libres de droits. Pour ce faire, les plateformes d'écriture collaborative utilisent le gauche d'auteur, communément nommé le Copyleft. Elles publient soit avec un système d’exploitation GNU (GPL), une licence FSF, Creative Commons BY-SA ou Art Libre. Un moyen qui profite à la communauté collaborative et qui permet de distribuer librement tous des contenus (entre autres) littéraires. Mentionner le nom de tous les auteurs peut être exigé comme condition.

## Influences de l'écriture collaborative
L’approvisionnement par la foule se retrouve aujourd’hui dans plusieurs secteurs de l’édition et de la publication. On dénombre des usages variés de la collaboration éditoriale, plus particulièrement dans les domaines de la traduction collaborative ou de la correction collaborative. Autre exemple, en 2007 apparaît une expérimentation de communauté journalistique en source libre d’accès et en approvisionnement par la foule nommé Assignment Zero (AZ). Ce regroupement s’adonne à la collaboration entre des journalistes amateurs et professionnels dans le but de créer une intelligence collective, une création collective et un filtre collectif de sources .
Ces initiatives collaboratives influencent aussi les bibliothèques qui songent fortement à revoir leurs politiques documentaires . Les bibliothèques se questionnent sur la finalité de l’action publique et collaborative des usagers pour « co-construire les collections avec les usagers. » .

## Les catégories d'écriture collaborative
Depuis deux décennies, l'écriture collaborative fait l'objet de recherches académiques et d'études d'économie de marché dans le domaine de la publication .
Voici les différents types d'écriture collaborative observables :
- Auteur unique ou organisation collégiale : une personne guide l'écriture ou plusieurs personnes compilent les idées du groupe pour ensuite entreprendre l'écriture [22],[23];
- Écriture séquentielle : chaque personne ajoute leurs tâches exécutées et les transmet aux autres auteurs pour publier librement [22];
- Écriture par organisation horizontale : chaque personne effectue une partie de l'ensemble du projet et un seul membre compile le tout [22];
- Écriture par division stratifiée : chaque personne joue un rôle à l'intérieur du processus d'écriture du projet, en corrélation avec ses aptitudes [22];
- Écriture réactive : tous les membres de la communauté d'auteurs travaillent et écrivent, ajustent, corrigent et commentent ce que font les autres membres, en même temps et en temps réel [22],[24].

## Outil pédagogique
Consultez également : Apprentissage collaboratif
L'écriture collaborative est utilisée par les enseignants pour inculquer l'écriture aux apprentis auteurs de tous âges et de tous niveaux de scolarité confondus. Cette approche participative de l'écriture permet aux contributeurs d'explorer, de discuter et d'obtenir des capacités d'écriture. L'écriture collaborative permet le développement et l'apprentissage par l'association d'idées entre elles. Au courant des dix dernières années, les études tendent à dire que la plupart des étudiants sont motivés par l'écriture collaborative en raison du renforcement des compétences d'écriture que cela procure. Lorsqu'un étudiant travaille en groupe, cela produit généralement des textes plus courts, mais plus consistants, notamment concernant la précision et la réalisation des règles grammaticales. De plus, cela donne aux élèves des idées originales et cela leur fournit des informations supplémentaires.

### Outils
- Wikipédia est un outil d'écriture collaboratif, tout comme les autres wikis : Wikia, TV Tropes ;
- Les outils d'édition collaborative en temps réel sont des outils d'écriture collaborative, à l'instar de : Framapad, Etherpad, Hackpad, Authorea, ou encore GoogleDocs (GoogleDrive) ;
- Il existe des plateformes d'édition spécialisées pour s'adonner à l'écriture collaborative romanesque, parmi celles-ci : The Root Book (plateforme d'écriture pour tous et entièrement gratuite), Inédits (Jeune maison d'édition indépendante), Peetch (plateforme d'écriture française destinée à l'enseignement primaire et secondaire), Wattpad, Widbook ou Infinite RPG (une bibliothèque collaborative de jeux de rôle textuels).

## Discours critique
La création de communautés d'auteurs favorise le rapprochement entre les auteurs, contrairement à la condition d’isolement relatif aux cadres privé et intime habituellement affiliés au geste de lecture ou d’écriture. Le roman collaboratif participe alors au développement de nouvelles formes d’interactions émanant des environnements numériques. L’interdépendance entre les membres est essentielle pour que le modèle collaboratif soit efficient.

### Avantages de l'écriture collaborative
L'écriture collaborative, en contexte pédagogique, permet d'allier des outils d'alphabétisation et des outils de connaissances dans un seul projet . Intégrer activement une communauté d'écrivains est une activité sociale. Les étudiants ayant participé des expériences d'écriture collective en groupe ressentent qu'il s'agit d'un bon exercice d'apprentissage. Les recherches indiquent que les deux éléments les plus influents de l'écriture collaborative sont l'évaluation par les pairs et le remue-méninge (brainstorming) . Après une participation auprès d'un groupe d'écriture collaborative et des exercices d'écriture en solitaire, le retour sur expérience des étudiants révèlent qu'ils ont figuré des idées avec leurs partenaires pour lesquelles ils n'auraient pas pensé s'ils avaient été seuls .
L'évaluation par les pairs donne au lecteur le sentiment d'être davantage connecté à l'écriture. Les auteurs sont ainsi en mesure de recevoir des retours spécifiques de la part de leur lectorat . Les enseignants qui observent des groupes d'écriture collaborative racontent que les membres sont plus réceptifs et disposés à recevoir des critiques constructives . L'évaluation par les pairs et le remue-méninge requièrent que chacun des participants se servent de leurs compétences du sens de la pensée critique. Ces habilités en pensée critique sont utiles en écriture collaborative afin de décider les idées, d'assigner des missions à chaque individu et de restituer le texte aux lecteurs.
Des chercheurs ont fait des tests grammaticaux entre des groupes d'écriture collaborative et des écrivains solitaires. Les résultats montrèrent que même si les communautés d'écrivains écrivent moins de contenus, ils composent des phrases grammaticalement plus complexes et répondent de manière plus concise et précisément . En solo, les écrivains ont tendance à employer de l'information supplémentaire et à répéter des mots . Bien que l'écriture collaborative puisse prendre plus de temps de composition pour écrire la même quantité de contenu qu'un auteur solitaire, la planification de groupe et le travail par tâches simples peuvent aider à contrecarrer les contraintes de temps.
Le monde académique adopte une attitude valorisante envers la co-rédaction collaborative. Un article rédigé de façon collaborative sera plus souvent publié, comparativement aux articles écrits par uniquement un seul auteur . En milieu professionnel, des répondants à un questionnaire attestent que l'écriture collaborative a contribué à améliorer leur écriture, principalement grâce aux connaissances de leurs collaborateurs, ce qui leur a permis d'attribuer ensemble plus de temps à la composition d'un article de qualité .

### Inconvénients de l'écriture collaborative
Ce regroupement tous azimuts peut avoir des effets chaotiques et sans contrôle concernant l’organisation des protagonistes autour d’un même sujet. Pour l’écriture, cette confusion semble sans contrôle et cela aurait pour cause d'affecter la qualité littéraire du récit, voire résulter en l'incapacité d'écrire un roman . Démarrée en 2007, l’expérience A Million Penguins, lancé par l'éditeur anglais Penguins, fait justement ressurgir cette problématique. Un rapport de cette recherche dénote aussi des comportements de trolling, tel que ce fut le cas avec l'usager YellowBanana . D'autres critiques apprécient justement cet aspect expérimental de la collaboration et  se demande si l'obtention d'un texte final parfait est important ou si le but est plutôt celui de rassembler pour faire émerger un travail collectif .
Les frontières nébuleuses de l’architecture de l’organisation du travail de l’écriture par approvisionnement par la foule peuvent sembler gênantes et déstabilisantes pour les auteurs collaboratifs . Pour contrer l’effet d’une masse organisationnelle obscure, une écriture coopérative proposerait aux écrivains-lecteurs de participer en sélectionnant les aspects et les tâches à pourvoir . Pour remédier à cela, le travail de composition littéraire à effectuer a tendance à être envisagé de façon divisée et non de manière globale. Ainsi, l’organisation du travail se constitue d’une multitude de petites tâches indépendantes. À vouloir trouver une solution à l’harmonisation des équipes, pouvant être composées d’une dizaine de personnes jusqu’à plus d’une centaine, les contre-effets provoquent une impression de livres mécaniques suivant des règles préétablies dont il faudrait remplir les cases . Face à des tâches ingrates, l’enjeu d’une entreprise d’écriture collaborative est de les rendre plus ludiques et attractives pour les écrivains. De grands efforts doivent être mis en place pour étoffer des stratégies de commercialisation afin de mieux valoriser la contribution de l’utilisateur-écrivain-lecteur.